# Кокалари, Вильсон
Вильсон Кокалари (алб. Wilson Kokalari; 1936, Гирокастра, Албанское королевство — 2014, Нью-Йорк, США) — американский инженер албанского происхождения, участник космической программы Аполлон, один из конструкторов космического корабля Аполлон-11, совершившего посадку на поверхность Луны.

## Происхождение
Родился в семье коммерсанта, происходил из известного рода албанских мусульман. Среди его старших родственников была Мусина Кокалари. Имя получил в честь президента США Вудро Вильсона, поддержавшего независимую Албанию после Первой мировой войны.
Через год после рождения Вильсона глава семьи Хильми Кокалари вместе с женой и детьми переселился в США. Вильсон был четвёртым ребёнком в семье, имел трёх старших сестёр и младшего брата .

## Отход от семейного бизнеса
Обосновавшись в Нью-Йорке, Хильми Кокалари сменил имя на Майкл и занялся бизнесом. Продавал оливки и сыры, ввозимые из Албании. Но с 1939 итальянская оккупация Албании, война, немецкая оккупация и установление коммунистического режима прервали торговые связи. Кокалари-старший перешёл к операциям с недвижимостью. Ему удалось добиться крупных коммерческих успехов, в 1950-х он владел несколькими зданиями на Манхэттене.

Это могла быть очень богатая семья, если бы дети начали ту же карьеру, что отец… Но вместо того, чтобы стать албанским Дональдом Трампом, Вильсон Кокалари начал изучать инженерное дело. Он поступил в Университет Пердью, лучший для тех, кто хочет стать астронавтом.

Завершив образование, Вильсон Кокалари поступил на работу в НАСА.

## Роль в космической программе
Вильсон Кокалари активно участвовал в космической программе Аполлон, был одним из конструкторов космического корабля Аполлон-11. Координировал работу компаний-подрядчиков, проводил итоговое тестирование. Руководил испытаниями и написал заключение по проекту. Его роль в американской космической программе рассматривается как одна из ключевых в инженерно-техническом отношении. Имя Вильсона Кокалари значится на мемориальном знаке, установленном на Луне.

Он знал об этой работе больше самих астронавтов.

Участие Вильсона Кокалари в программе «Аполлон» рассматривается представителями албанской диаспоры как неоценимый вклад американских албанцев в могущество США, в военно-технологическую конкуренцию с СССР в глобальной Холодной войне. Сам Кокалари относился к этому с юмором: «Двоюродный брат мне говорил, что Авраам Линкольн был албанцем». В то же время он подчёркивал свою приверженность американским ценностям, которые считал совпадающими с ценностями албанскими, сознавал значение космической программы, помнил значение, которое придавал ей президент Джон Кеннеди и отмечал свою благодарность судьбе за причастность к выходу человечества в космос. Всё это он изложил в своём единственном интервью, которое дал в 2007 газете албано-американской газете Illiria.

## Частная жизнь
Вильсон Кокалари вёл скромный образ жизни. В работе он строго придерживался секретности, в частной сфере избегал публичности. Знавшие его люди отмечали весьма средний уровень его доходов (повышение зарплаты на 25 центов в час требовало длительных согласований), несопоставимый с возможностями в бизнесе.
В середине 2000-х Вильсон Кокалари с тремя сёстрами подал иск в Комиссию по урегулированию иностранных претензий Минюста США — о восстановлении наследственных прав на имущество отца, конфискованное в Албании коммунистическим режимом. Однако в иске было отказано, в силу ранее достигнутых соглашений с посткоммунистическим правительством Албании.
Вильсон Кокалари был женат, имел сына и дочь. Скончался в возрасте 78 лет.